# Mackenzie Arnold
Mackenzie Arnold (ur. 25 lutego 1994 w Gold Coast) – australijska piłkarka, występująca na pozycji bramkarki w amerykańskim klubie Portland Thorns FC oraz w reprezentacji Australii. Uczestniczka Igrzysk Olimpijskich 2016 w Rio de Janeiro, 2020 w Tokio i 2024 w Paryżu, Mistrzostw Świata 2015, 2019 i 2023 oraz Pucharu Azji 2018 i 2022.

## Statystyki

### Klubowe
Na podstawie:
| Klub                        | Sezonów | Liga                           | Liga  | Liga   | Puchar krajowy | Puchar krajowy | Kontynentalne | Kontynentalne | Suma  | Suma   |
| Klub                        | Sezonów | Liga                           | Mecze | Bramki | Mecze          | Bramki         | Mecze         | Bramki        | Mecze | Bramki |
| --------------------------- | ------- | ------------------------------ | ----- | ------ | -------------- | -------------- | ------------- | ------------- | ----- | ------ |
| Perth Glory FC              | 1       | W-League                       | 10    | 0      | 0              | 0              | –             | –             | 10    | 0      |
| Canberra United FC          | 1       | W-League                       | 10    | 0      | 0              | 0              | –             | –             | 10    | 0      |
| Western Sydney Wanderers FC | 1       | W-League                       | 3     | 0      | 0              | 0              | –             | –             | 3     | 0      |
| Perth Glory FC              | 2       | W-League                       | 22    | 0      | 0              | 0              | –             | –             | 22    | 0      |
| Brisbane Roar FC            | 3       | W-League                       | 48    | 0      | 0              | 0              | –             | –             | 48    | 0      |
| Arna-Bjørnar Fotball        | 3       | Toppserien                     | 15    | 0      | 0              | 0              | –             | –             | 15    | 0      |
| Chicago Red Stars           | 1       | National Women’s Soccer League | 0     | 0      | 0              | 0              | –             | –             | 0     | 0      |
| West Ham United F.C.        | 4       | FA Women’s Super League        | 75    | 0      | 15             | 0              | –             | –             | 90    | 0      |
| Portland Thorns FC          | 1       | National Women’s Soccer League | 5     | 0      | 0              | 0              | 1             | 0             | 6     | 0      |
|                             | Łącznie | Łącznie                        | 188   | 9      | 15             | 0              | 1             | 0             | 204   | 9      |

### Reprezentacyjne
Na podstawie:
| Mecze i gole w reprezentacji podczas Mistrzostw Świata 2023 | Mecze i gole w reprezentacji podczas Mistrzostw Świata 2023 | Mecze i gole w reprezentacji podczas Mistrzostw Świata 2023 | Mecze i gole w reprezentacji podczas Mistrzostw Świata 2023 | Mecze i gole w reprezentacji podczas Mistrzostw Świata 2023 | Mecze i gole w reprezentacji podczas Mistrzostw Świata 2023 | Mecze i gole w reprezentacji podczas Mistrzostw Świata 2023 | Mecze i gole w reprezentacji podczas Mistrzostw Świata 2023 |
| Lp.                                                         | Data                                                        | Miasto                                                      | Przeciwnik                                                  | Wynik                                                       | Gole                                                        | Inne                                                        | Faza rozgrywek                                              |
| ----------------------------------------------------------- | ----------------------------------------------------------- | ----------------------------------------------------------- | ----------------------------------------------------------- | ----------------------------------------------------------- | ----------------------------------------------------------- | ----------------------------------------------------------- | ----------------------------------------------------------- |
| 1.                                                          | 20.07.2023                                                  | Sydney                                                      | Irlandia                                                    | 1:0 (0:0)                                                   |                                                             |                                                             | Faza grupowa                                                |
| 2.                                                          | 27.07.2023                                                  | Brisbane                                                    | Nigeria                                                     | 2:3 (1:1)                                                   |                                                             |                                                             | Faza grupowa                                                |
| 3.                                                          | 31.07.2023                                                  | Melbourne                                                   | Kanada                                                      | 4:0 (2:0)                                                   |                                                             | 81'                                                         | Faza grupowa                                                |
| 4.                                                          | 07.08.2023                                                  | Sydney                                                      | Dania                                                       | 2:0 (1:0)                                                   |                                                             |                                                             | 1/8 finału                                                  |
| 5.                                                          | 12.08.2023                                                  | Brisbane                                                    | Francja                                                     | 0:0 (k.7:6)                                                 |                                                             |                                                             | Ćwierćfinał                                                 |
| 6.                                                          | 16.08.2023                                                  | Sydney                                                      | Anglia                                                      | 1:3 (0:1)                                                   |                                                             |                                                             | Półfinał                                                    |
| 7.                                                          | 19.08.2023                                                  | Brisbane                                                    | Szwecja                                                     | 0:2 (0:1)                                                   |                                                             |                                                             | Mecz o 3. miejsce                                           |

## Sukcesy
Na podstawie:

### Klubowe
- Wicemistrzyni Australii 2014/15

### Reprezentacyjne
- Wicemistrzyni Azji 2018